# ワカティプ湖
ワカティプ湖（ワカティプこ、英語: Lake Wakatipu）は、ニュージーランドの南島の内陸部にある湖である。オタゴ地方の南西の隅、サウスランド地方との境界の近くに位置する。
湖の長さは、約80kmでニュージーランドで最も長い湖であり、面積は約291平方キロメートルで3番目に大きな湖である。標高は310m、南アルプス山脈の南端付近に位置する。

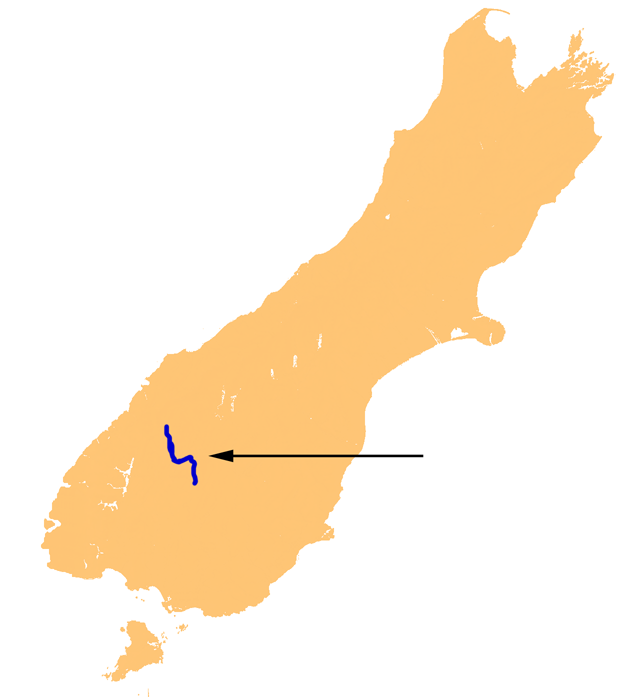
ワカティプ湖の位置（南島）

氷河が削ったU字谷の間に水が溜まった地形になっており、湖は細く長く伸び、逆N形をしている。ダート川が北端に流れ込む他、いくつもの河川が流れ込んでいる。湖は、北端から南へ30キロメートルのび、急激に東に曲る。そのまま、さらに20キロメートルのびて、急に南に曲り、さらに30キロメートル南のキングストン近くの湖南端にいたる。
ワカティプ湖から流れ落ちる川は唯一、カワラウ川のみであり、ワカティプ湖のフランクトン入江でクイーンズタウンの8キロメートル東の地点から流れ出る。この湖はとても深く、水深300-400mに達する。クイーンズタウン湾には、26.7分周期のセイシュがあり、水面を約200ミリメートル上下させる。
ワカティプ湖は、山々に囲まれた、その風景の美しさで有名である。湖の南のきわには、リマーカブルズ山脈がある。それは、スキー場、パラグライダー、バンジージャンプそしてトラッピング・トラックが、手近にあることで、アドベンチャー・ツーリズムの人気の高い実施場所となっている。年代物の蒸気船、TSSアーンスロー号が、湖面を定期的に往復している。いくつかの葡萄園が近くにある。

## 画像

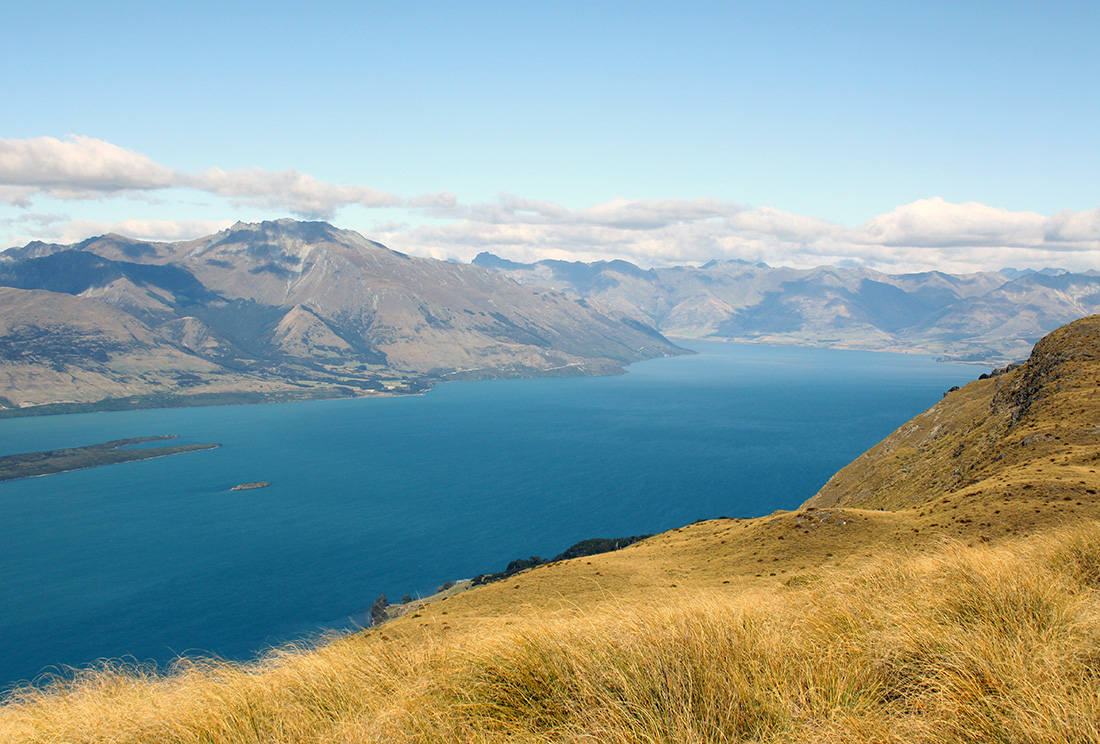
北端部
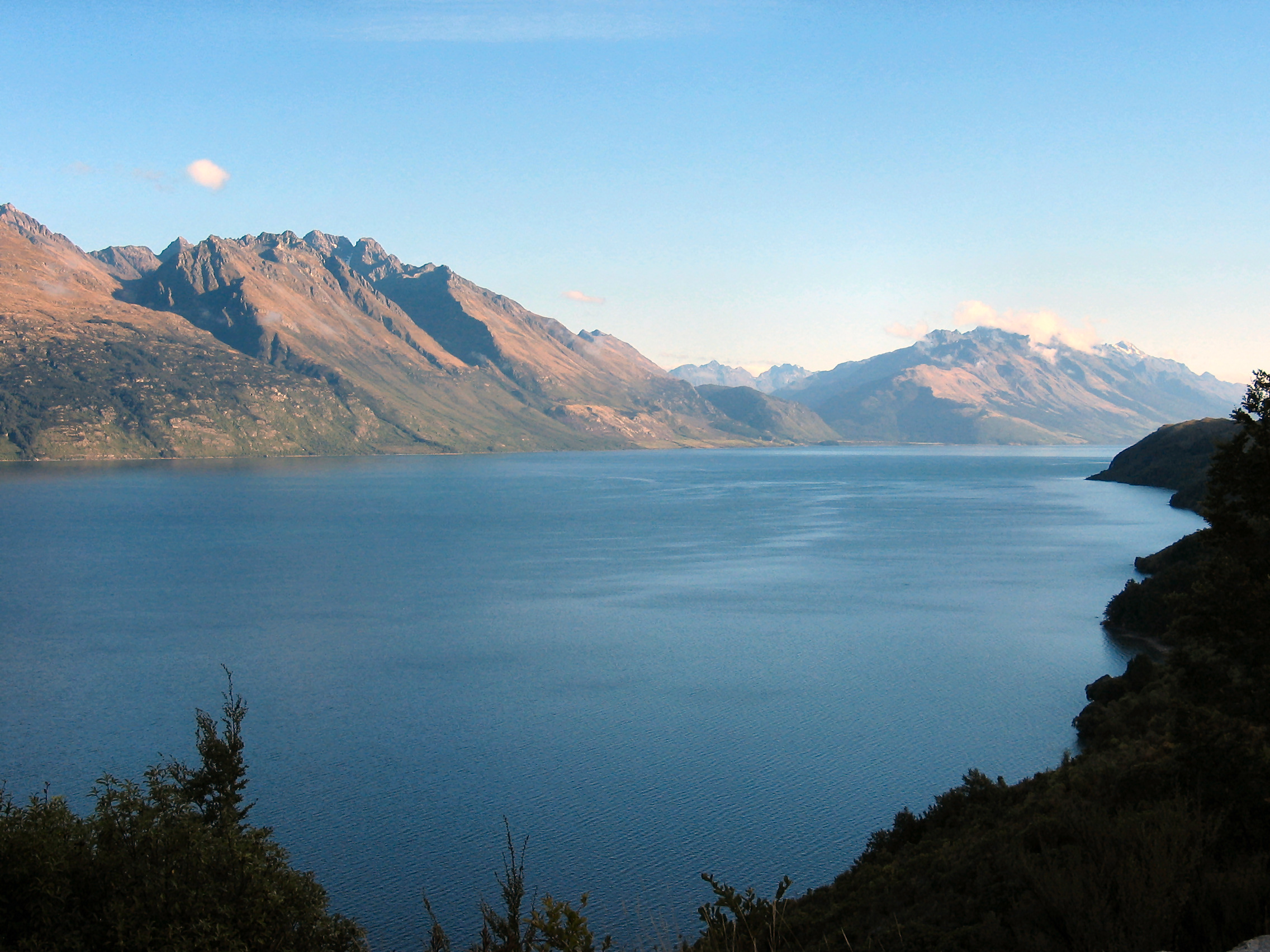
クイーンズタウンの高台から
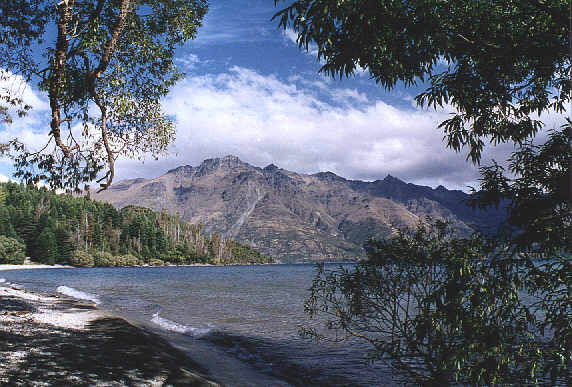
ウォルター・ピーク付近